# Calamba (Misamis Occidental)
Calamba is een gemeente in de Filipijnse provincie Misamis Occidental op het eiland Mindanao. Bij de laatste census in 2007 had de gemeente bijna 20 duizend inwoners.

## Geografie

### Bestuurlijke indeling
Calamba is onderverdeeld in de volgende 19 barangays:
| - Bonifacio - Bunawan - Calaran - Dapacan Alto - Dapacan Bajo - Don Bernardo Nery Pob - Langub - Libertad - Magcamiguing - Mamalad | - Mauswagon - Northern Poblacion - Salvador - San Isidro - Siloy - Singalat - Solinog - Southwestern Poblacion - Sulipat |

## Demografie
Calamba had bij de census van 2007 een inwoneraantal van 19.597 mensen. Dit zijn 2.003 mensen (11,4%) meer dan bij de vorige census van 2000. De gemiddelde jaarlijkse groei komt daarmee uit op 1,50%, hetgeen lager is dan het landelijk jaarlijks gemiddelde over deze periode (2,04%). Vergeleken met de census van 1995 is het aantal mensen met 3.911 (24,9%) toegenomen.

De bevolkingsdichtheid van Calamba was ten tijde van de laatste census, met 19.597 inwoners op 104,64 km², 187,3 mensen per km².